# Crino (hija de Antenor)
Crino o Krino (en griego antiguo: Κρινώ, romanizado: Krinó) en la mitología griega es hija del troyano Antenor y de la princesa Téano, sacerdotisa de Atenea e hija de la reina Hécuba.
Crino es mencionada por escritores posteriores, quienes aceptan que los antenórides eran 19, y no 11 como afirma Homero.
Según Pausanias, fue representada en un cuadro de Polygnotos, uno de los pintores más famosos de la antigüedad, en la "Lesche de los Cnidios" en Delfos. La pintura, que se centraba en la caída de Troya, mostraba a Krino junto a su padre con un niño pequeño en brazos.

## Fuente
- Emmy Patsi-Garin: "Diccionario abreviado de mitología griega", publicado por Harry Patsi, Atenas 1969